# (9044) Kaoru
(9044) Kaoru es un asteroide perteneciente al cinturón de asteroides, región del sistema solar que se encuentra entre las órbitas de Marte y Júpiter.
Fue descubierto el 18 de mayo de 1991 por Satoru Otomo y el también astrónomo Osamu Muramatsu desde Kiyosato, Japón.

## Designación y nombre
Designado provisionalmente como 1991 KA, fue nombrado en honor a Kaoru Kimura (n. 1964), profesora y curadora del Planetario y Museo Astronómico Gotoh en Tokio, donde estuvo a cargo de una exposición sobre la historia de las constelaciones. Viajó al extranjero varias veces para observar eclipses solares.

## Características orbitales
Kaoru está situado a una distancia media del Sol de 2,238 ua, pudiendo alejarse hasta 2,468 ua y acercarse hasta 2,009 ua. Su excentricidad es 0,103 y la inclinación orbital 4,661 grados. Emplea 1222,99 días en completar una órbita alrededor del Sol.

## Características físicas
La magnitud absoluta de Kaoru es 13,77. Tiene 4,630 km de diámetro y su albedo se estima en 0,360.